# Stomaphis rhusivernicifluae
Stomaphis rhusivernicifluae är en insektsart. Stomaphis rhusivernicifluae ingår i släktet Stomaphis och familjen långrörsbladlöss. Inga underarter finns listade i Catalogue of Life.